# Санта-лусійська вівсянка
Санта-лусійська вівсянка (Melanospiza) — рід горобцеподібних птахів родини саякових (Thraupidae). Представники цього роду мешкають в Південній Америці і на Карибах.

## Види
Виділяють шість видів:
- Вівсянка санта-лусійська (Melanospiza richardsoni)
- Потрост чорноволий (Melanospiza bicolor)

Чорноволого потроста раніше відносили до роду Потрост (Tiaris), однак за результатами низки молекулярно-генетичних досліджень він був переведений до роду Melanospiza.

## Етимологія
Наукова назва роду Melanospiza походить від сполучення слів дав.-гр. μελας — чорний і σπιζα — в'юрок.